# Gustaf Montelius
Karl Gustaf Montelius, född 17 november 1903 i Motala, död 27 mars 1987 i Malmö, var en svensk musiker (violin).
Montelius är begravd på Fosie kyrkogård.

## Filmografi
- 1939 – Hennes lilla Majestät
- 1940 – Blyge Anton
- 1940 – En sjöman till häst